# Moc akustyczna źródła
Moc akustyczna źródła dźwięku – całkowita moc fali akustycznej emitowanej przez źródło. Można ją wyznaczyć otaczając źródło dźwięku zamkniętą powierzchnią i sumując strumień mocy akustycznej przez tę powierzchnię. W metodzie tej przyjmuje się, że pochłanianie fali dźwiękowej w ośrodku jest pomijalnie małe lub powierzchnia ściśle otacza źródło. W przypadku powietrza dla niezbyt dużych odległości spełniony jest pierwszy warunek.
Jednostką mocy akustycznej jest 1 W.
Nie należy mylić mocy PA akustycznej z mocą źródła dźwięku P, która jest mocą pobieraną przez źródło. Stosunek tych mocy jest to sprawność źródła dźwięku 
{\displaystyle \eta ={\frac {P_{A}}{P}}}
W przypadku głośników nie przekracza ona zwykle kilku procent. Moc głośnika   P = U·I   jest mocą elektryczną dostarczoną do głośnika.

## Przykładowe moce akustyczne źródeł dźwięku[1]
Wartości podane w tabeli mają charakter orientacyjny.
| Źródło dźwięku      | Moc akustyczna |
| ------------------- | -------------- |
|                     | [W]            |
| mowa ludzka         | 7·10-7         |
| głośny śpiew        | 0,002          |
| fortepian (forte)   | 0,2            |
| organy              | 4              |
| klakson samochodowy | 5              |
| głośnik koncertowy  | 100            |
| syrena alarmowa     | 3000           |